# توماس واتسون الابن
توماس جون واتسون الابن (بالإنجليزية: Thomas John Watson Jr.)‏ (14 يناير 1914 - 31 ديسمبر 1993) رجل أعمال وسياسي أمريكي. شغل منصب الرئيس الثاني لشركة آي بي إم بين عامي 1952 و 1971، والرئيس الحادي عشر للكشافة الأمريكية (1964 - 1968) والسفير الأمريكي السادس عشر للإتحاد السوفيتي (1979 - 1981). حصل على العديد من الجوائز خلال حياته من بينها الوسام الرئاسي للحرية في عام 1964. ووصفته مجلة تايم بأنه «أكبر رأسمالي في التاريخ» وواحد من «أكثر 100 شخص تأثيرا في القرن العشرين».

## روابط خارجية
- توماس واتسون الابن على موقع الموسوعة البريطانية (الإنجليزية)
- توماس واتسون الابن على موقع مونزينجر (الألمانية)
- توماس واتسون الابن على موقع إن إن دي بي (الإنجليزية)